# Kristoffer Helgerud
Kristoffer Helgerud (Lier, 22 novembre 1965) è un ex arbitro di calcio norvegese.

## Carriera
Helgerud arbitrò il primo incontro nella Tippeligaen in data 31 luglio 2005. Fu anche il direttore di gara della finale di Coppa di Norvegia 2009.